# Nucleus reticularis thalami
De nucleus reticularis thalami vormt een onderdeel van de niet-specifieke thalamuskernen. Als enige kern in de thalamus heeft hij geen rechtstreekse projecties naar de cortex. Hij bestaat uit een dun netwerk van zenuwcellen die de thalamus omhult, en die via remmende verbindingen met andere kerngebieden in de thalamus de output van thalamocorticale zenuwvezels (fibrae thalamocorticales) kan moduleren. Als zodanig heeft de nucleus reticularis een belangrijke filterfunctie in een proces als selectieve aandacht.